# Attel (Wasserburg am Inn)
Das Pfarrdorf Attel ist ein Gemeindeteil der Stadt Wasserburg am Inn im oberbayerischen Landkreis Rosenheim.

## Geografie

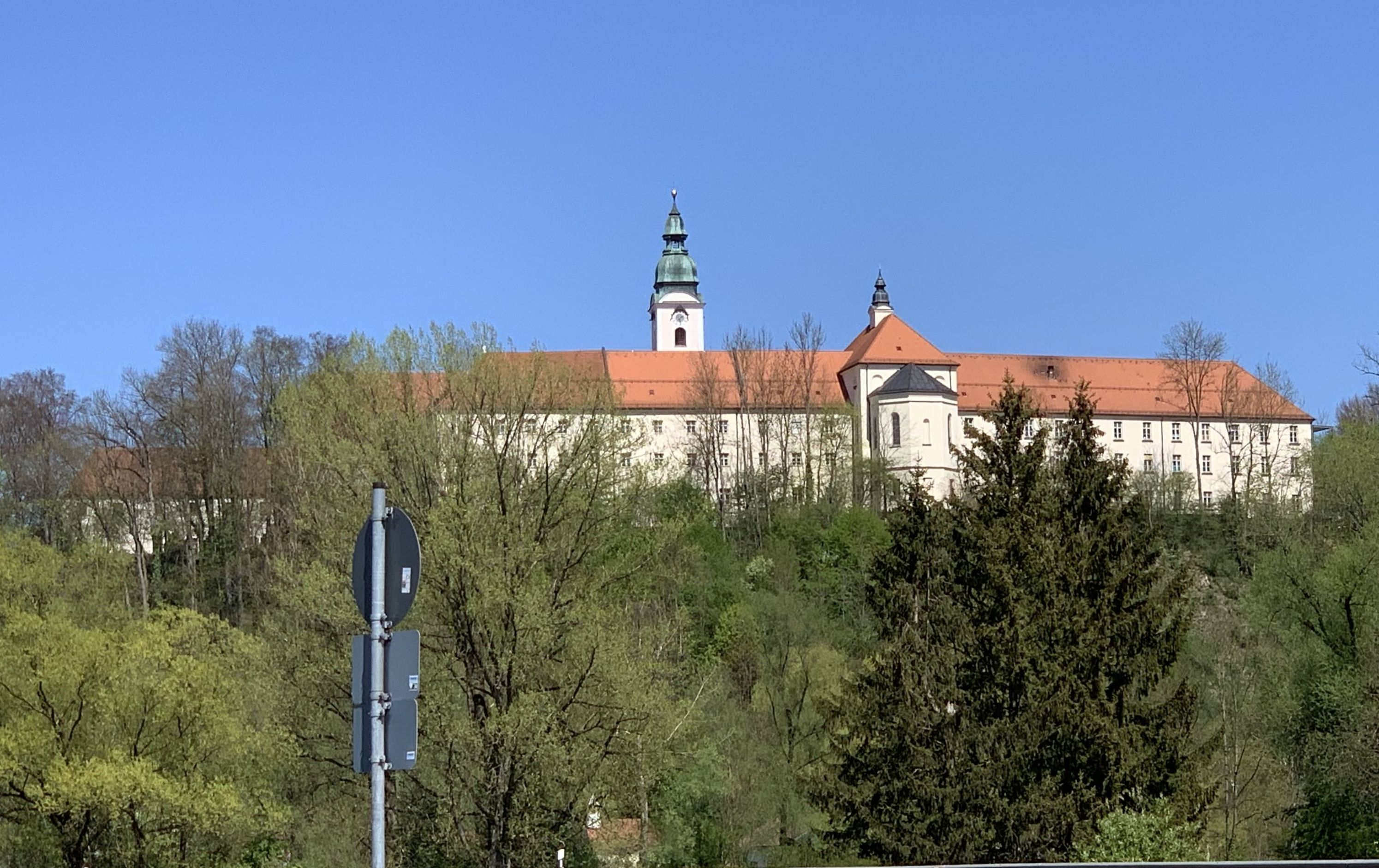
Kloster Attel (Ansicht von Süden)

Attel befindet sich etwa sechseinhalb Kilometer südwestlich von Wasserburg an der Mündung der Attel in den Inn und liegt auf einer Höhe von 480 m ü. NHN.

## Geschichte
Das Dorf Attel wurde bereits 806 als „Atulla“ urkundlich erwähnt, der namensgebende Fluss erst 1323 als „pei der Aetel“. Es liegt die frühzeitliche, indogermanische, wohl keltische Sprachwurzel *adu- mit dem Ausgangswort *Adulia (Wasserlauf) zugrunde. Das 1037 gegründete Kloster Attel wurde 1803 im Zuge der Säkularisation aufgelöst. Die Klostergebäude wurden teilweise abgerissen, teilweise von privater Seite erworben.
Durch die Verwaltungsreformen zu Beginn des 19. Jahrhunderts im Königreich Bayern wurde die Landgemeinde Attel gebildet. Zur Volkszählung 1871 hatte die Gemeinde 452 Einwohner und bestand aus den Orten Attel, Attlerau, Au, Edgarten, Elend, Gabersee, Gern, Heberthal, Kobl, Kornberg, Kroit, Limburg, Pflegham, Reisach, Reitmehring, Riedmeier, Seewies, Staudham, Viehhausen und Wasserburg Bahnhof.
1874 übernahmen die Barmherzigen Brüder die erhaltenen Gebäude des Klosters, in denen sie behinderte Menschen betreuten und pflegten. Nach der Machtübernahme der Nazis geriet die Pflegeanstalt Attl ins Fadenkreuz des Programms zur Ermordung kranker Menschen (Euthanasie).
Im Zuge der kommunalen Gebietsreform in Bayern in den 1970er-Jahren wurde die Gemeinde Attel im Jahr 1978 in die Stadt Wasserburg eingemeindet. Zuletzt gehörten zu ihr die Gemeindeteile Attel, Attlerau, Au, Edgarten, Elend, Gabersee, Gern, Heberthal, Kobl, Kornberg, Kroit, Limburg, Osterwies, Reisach, Reitmehring, Rottmoos, Seewies, Staudham und Viehhausen.
Im Jahr 2012 zählte Attel 399 Einwohner.

## Sehenswürdigkeiten
Im Ortsbereich befindet sich das ehemalige Kloster Attel.

## Persönlichkeiten
- Hermine Goossens (1878–1968), Bildhauerin und Keramikerin, lebte ab 1954 in Attel.

## Verkehr
Die Anbindung an das öffentliche Straßennetz wird durch mehrere Gemeindestraßen hergestellt, die Attel unter anderem mit der am westlichen Ortsrand vorbeiführenden Bundesstraße 15 verbinden.